# XRS
XRS je jeden z mnoha pseudonymů brazilského drum and bassového producenta Xerxese de Oliveira. Nejpopulárnější je ve své rodné Brazílii na tamní drum and bassové scéně, především díky množství živých vystoupení po celé zemi.
Exkluzivně v Brazílii vydal alba pod pseudonymy Friendtornik a Kapitel 06.
Většina jeho děl vyšla v labelu Samboloco, některé singly vydal ve spolupráci s DJ Markym ve studiu V Recordings.